# Ōsumi (satellite)
Ōsumi è stato il primo satellite artificiale giapponese. Il nome del satellite deriva dalla provincia di Ōsumi, che si trova nel sud del Giappone. Originariamente designato come Ohsumi 5 perché facente parte di una serie di cinque lanciati tra il 1966 e il 1970, è stato l'unico a riuscire ad essere effettivamente immesso in orbita.
È stato lanciato in orbita con successo dal Centro spaziale di Uchinoura l'11 febbraio 1970 con il razzo vettore nazionale Lambda. Con il lancio di Ōsumi, il Giappone è diventato la quarta Nazione al mondo, dopo URSS, USA e Francia, ad avere messo in orbita un satellite con un proprio razzo vettore (tutti gli altri, compresi il San Marco 1, si sono avvalsi di vettori Scout di fabbricazione statunitense e, più in generale, di logistica NASA).
Il satellite Ōsumi pesava 24 kg e portava strumenti per l'osservazione della ionosfera e lo studio delle emissioni solari.
È rimasto in orbita fino al 2003.